# Frank-Henri Jullien
Pour les articles homonymes, voir Jullien.
Frank-Henri Jullien  (20 août 1882 à Genève - 18 octobre 1938 à Genève, Suisse) est un photographe suisse.

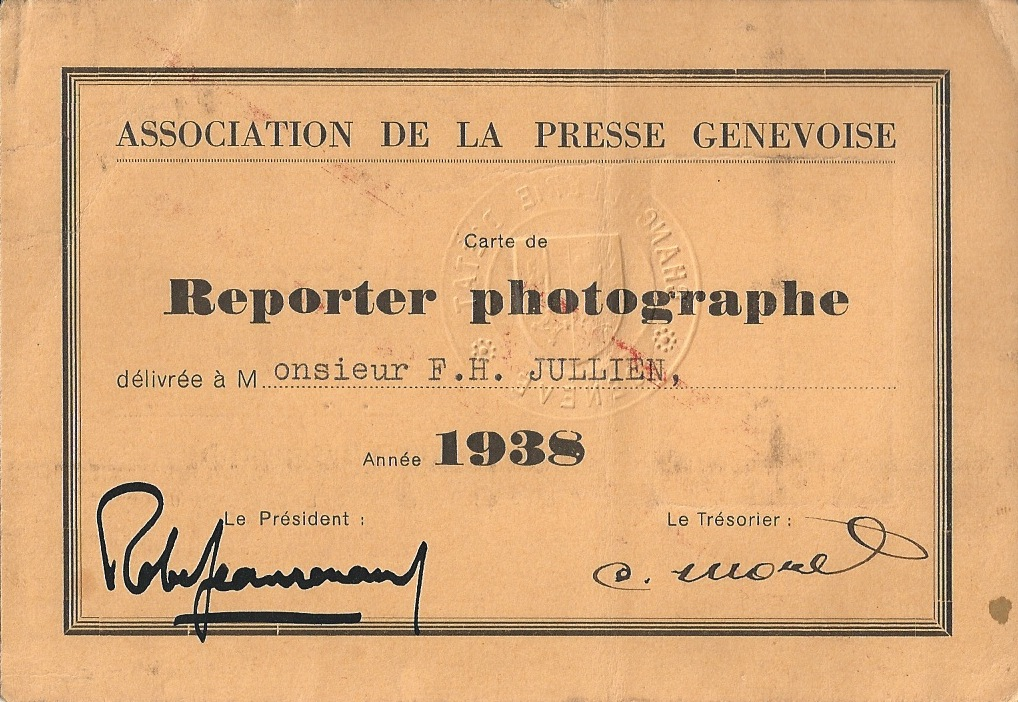
Frank-Henri Jullien reporter card (verso)

## Biographie
Fils d’Édouard Jullien (1858-1943) et neveu de Louis Jullien (1856-1920), photographes des établissements Jullien Frères, Frank-Henri Jullien fait partie d'une très ancienne famille genevoise arrivée dans la Cité de Calvin le 8 avril 1748, et dont les descendants habitent toujours cette ville.
Il contribue à la fondation du Syndicat de reporters-photographes de l'Association de la presse genevoise. Il collabore à des revues et journaux illustrés à Genève. Il fréquente et photographie beaucoup les milieux sportifs, mais également les activités de l'industrie ou de l'architecture. Ainsi, il est un des professionnels, avec Paul Boissonnas et Hans Finsler, qui va photographier le chantier de l'Immeuble Clarté construit à Genève par Le Corbusier entre 1930-1932.
Il est membre de la Société nautique de Genève.
Vers 1912-1913, il reprend l'entreprise de photographies genevoise Fueslin-Rigaud sise au 13-15 Cours de Rive à Genève.
Il a notamment photographié des personnalités de passage à Genève, telles Albert Einstein, Marie Curie ou Charles Lindbergh, des Genevois comme Ferdinand de Saussure ou Émilie Gourd, la Société des Nations dans les années 1920, la construction du Palais des Nations en 1934, la Coupe aéronautique Gordon Bennett en 1922, des courses de motocyclettes, le Salon de l'automobile de Genève, des bateaux, des installations nautiques et sportives à Genève, l'intérieur du Grand Théâtre de Genève vers 1910, les fêtes du Centenaire pour la commémoration de l'entrée de Genève dans la Confédération suisse en 1914, dont les banquets populaires, le cortège historique et le théâtre construit pour l'occasion dans le Parc de la Perle du Lac.

## Expositions
- Exposition de photographies organisées par l'Union suisse des photographes, Musée Rath, Genève, 4-18 mai 1935, Musée d'art et d'histoire, Genève[6]
- Les années difficiles 1919-1939, Musée de l'Élysée, Lausanne, 1986[7]

## Archives
Fonds Frank-Henri Jullien (1882-1938) (1882-1938) [22'000 négatifs 09x12 (39 tiroirs), 13x18 (60 tiroirs) et 18x24 (15 tiroirs), 13 registres clients (cotes FHJ MS 0101-0113), 29 registres par année et par numéro d'inventaire (cotes FHJ MS 0201-0229), 1 registre débiteurs factures, 1 registre répertoire factures, 3 registres répertoires (cotes FHJ MS COM 1-5)].  Cote : CH-000007-9 CIG : divers numéros d'inventaire. Genève : Centre d'iconographie de la Bibliothèque de Genève (présentation en ligne).
D'autres ensembles conservés au Centre d'iconographie de la Bibliothèque de Genève contiennent des photographies de Frank-Henri Jullien. Leur consultation est libre, sur rendez-vous, au Centre d'iconographie de la Bibliothèque de Genève (CIG).

## Galerie

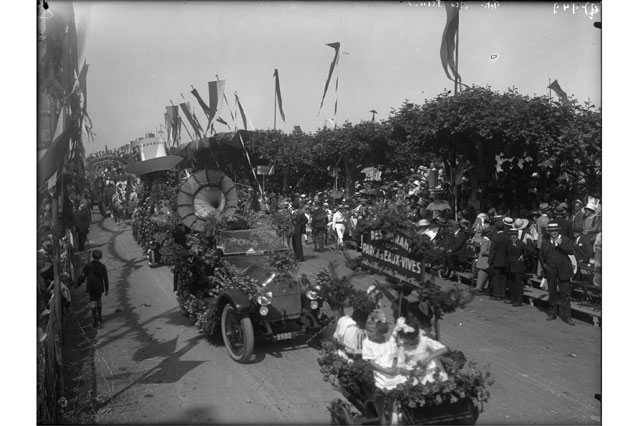
Genève, Fête des fleurs et corso fleuri, juin 1923
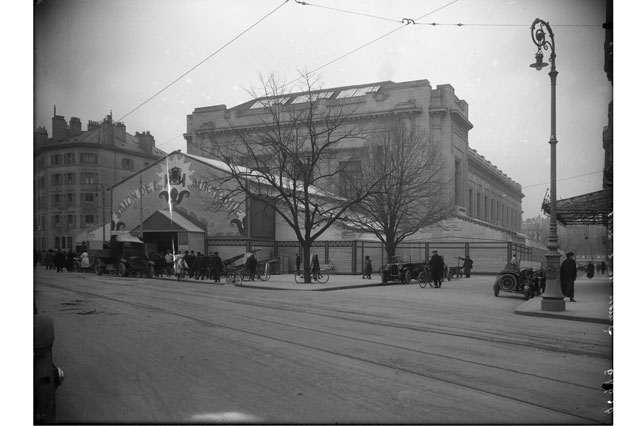
Le Salon de l'automobile au Bâtiment électoral, Genève,1923
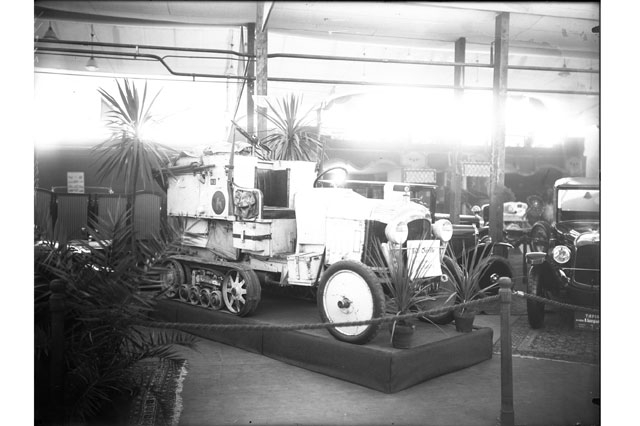
Le Salon de l'automobile au Bâtiment électoral, Genève, 1924
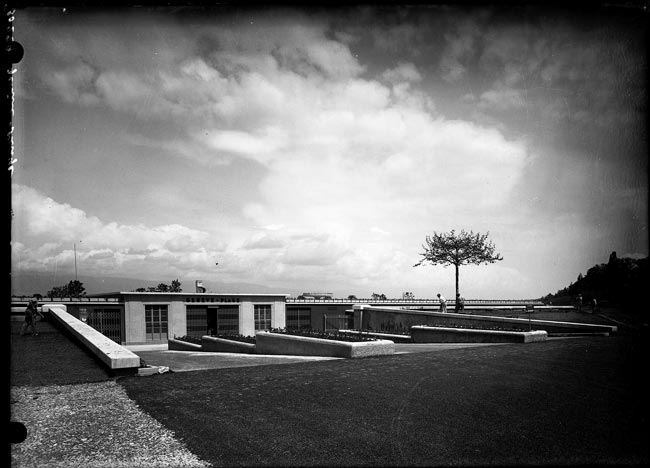
Genève-Plage, 1932
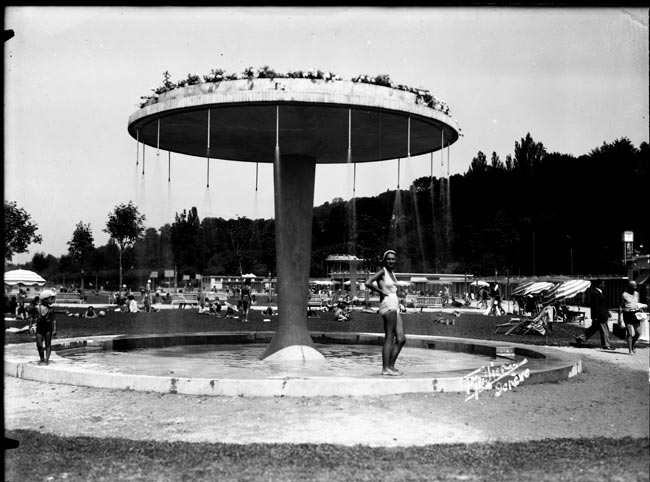
Genève-Plage, douche avec baigneuse, juin 1933
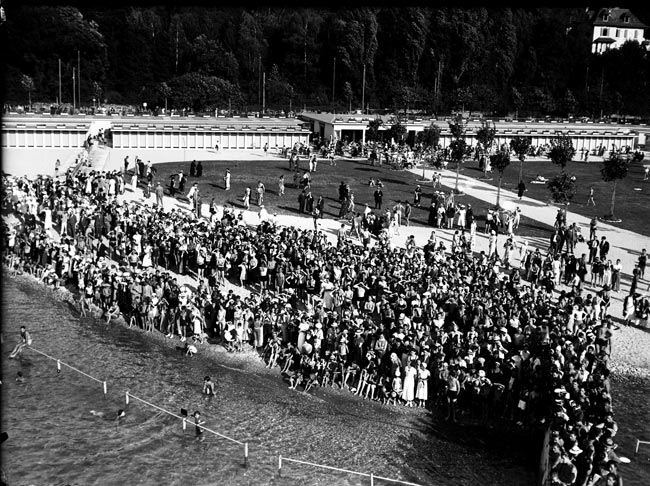
Genève-Plage, juin 1934
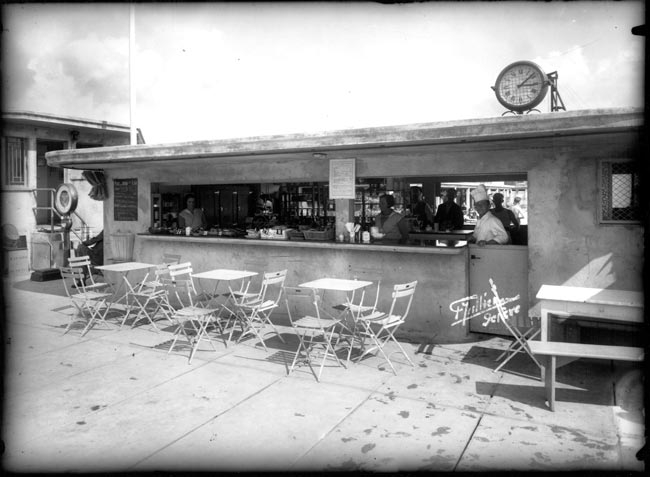
Bains des Pâquis, 1933
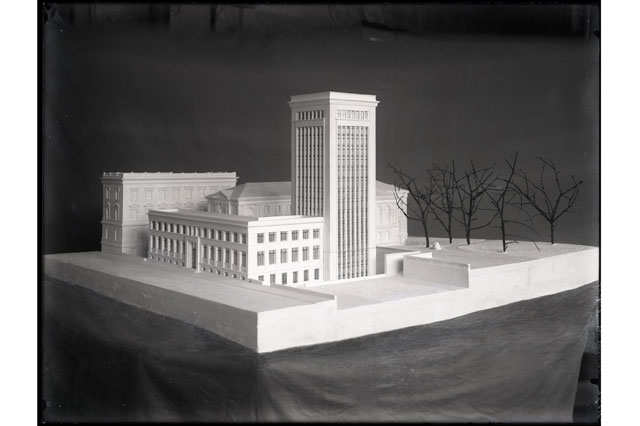
Université de Genève, maquette du projet d'annexe longeant la rue de Candolle, 1933
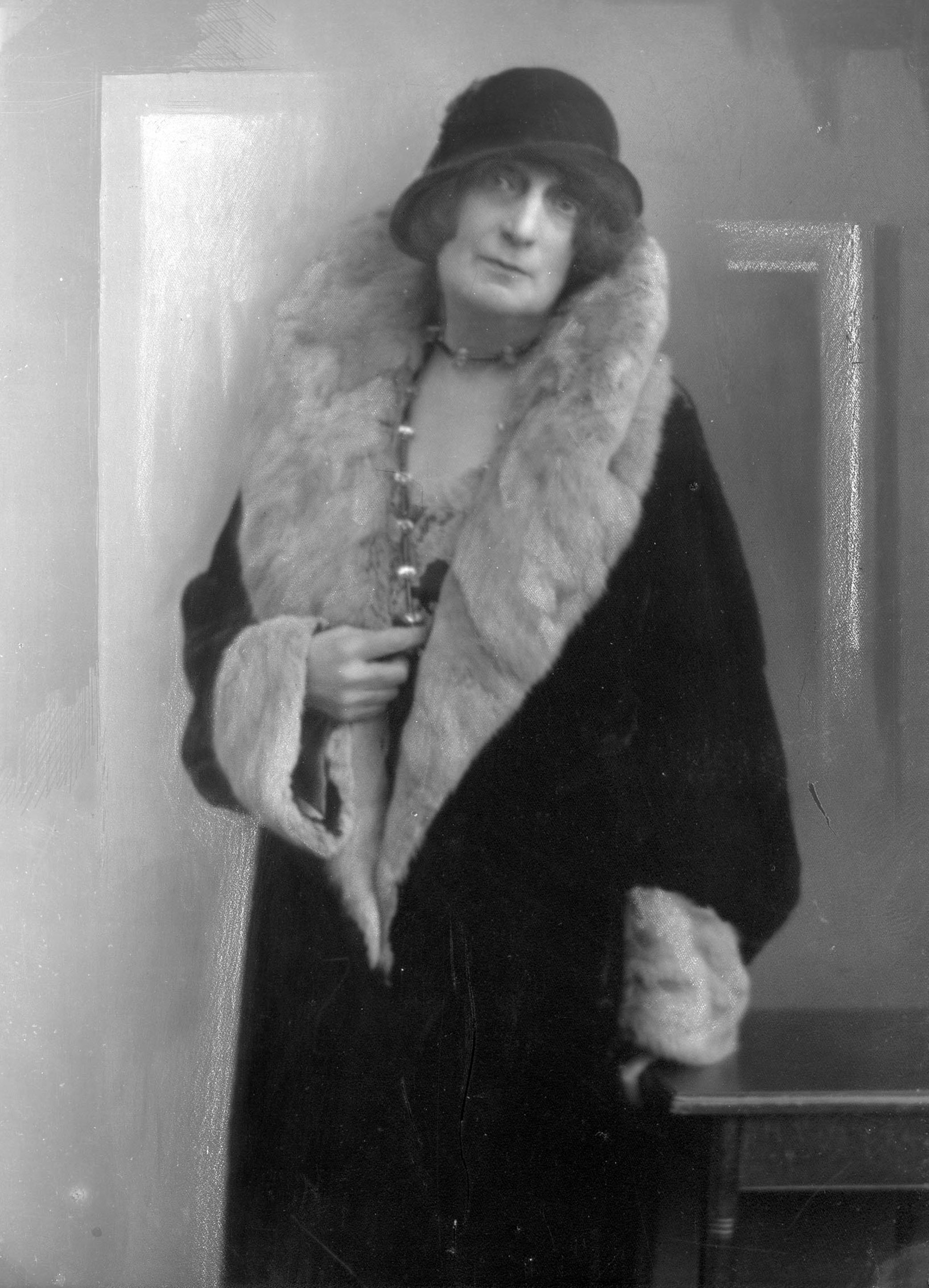
Noëlle Roger romancière suisse, janvier 1932
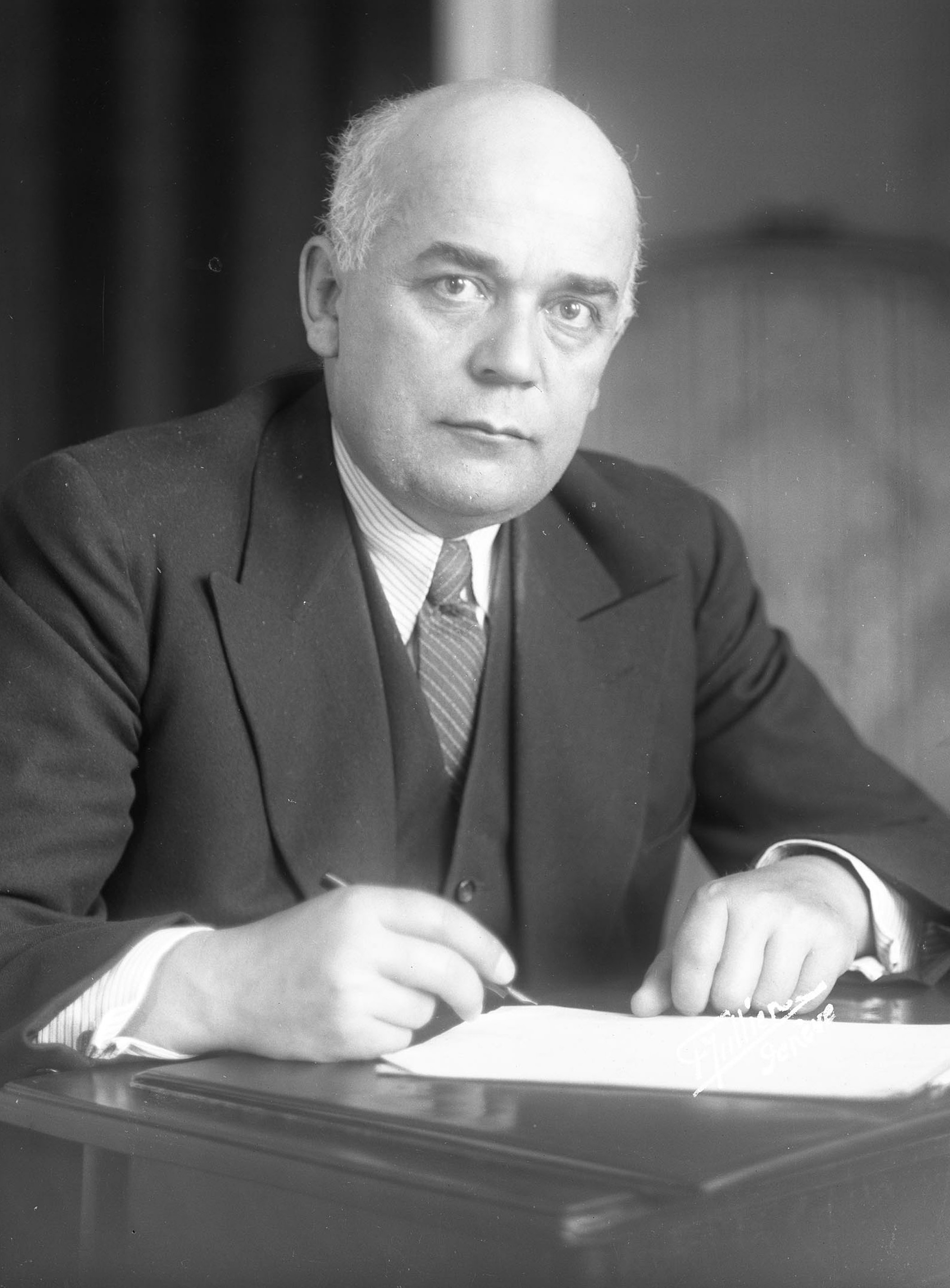
Léon Nicole politicien suisse, avril 1933